# Будераж (Ровненский район)
Бу́дераж (укр. Будераж) — село в Мизочской поселковой общине Ровненского района Ровненской области Украины.
До 2020 года входило в Здолбуновский район.
Население по переписи 2001 года составляло 668 человек. Почтовый индекс — 35752. Телефонный код — 3652. Код КОАТУУ — 5622680801.

## Историческое прошлое
21 ноября—22 ноября 1943 года в Будераже по инициативе руководства ОУН состоялась тайная Конференция порабощённых народов Востока Европы и Азии, на основе которой был создан Антибольшевистский блок народов. В декабре 2003 года в ознаменование этого события установлен памятный знак. В декабре 2003 года к 60-й годовщине Конференции порабощённых народов в Будераже была проведена научная конференция, установлен памятный знак. 3 декабря 2016 года в Будераже состоялась Научно-практическая конференция «Антибольшевистский блок народов как предпосылка создания единого фронта против кремлёвской агрессии».